# Sühnekreuz von Kijowice

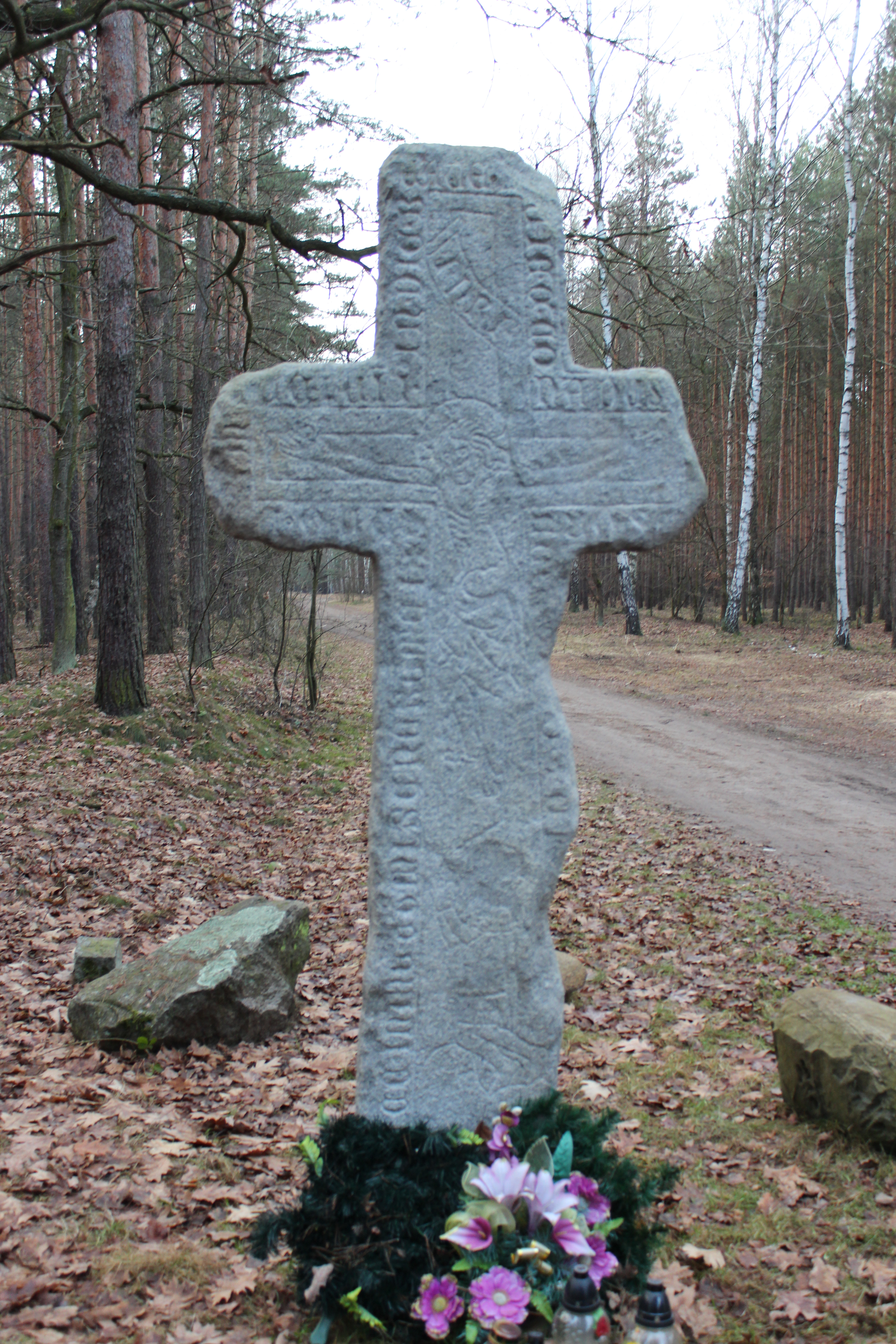
Kreuz von Kijowice

Das Sühnekreuz von Kijowice ist ein steinernes Flurkreuz im Ortsteil Kijowice (Vogelgesang) in der Gemeinde Bierutów (Bernstadt an der Weide) in der Woiwodschaft Niederschlesien in Polen. 

## Geschichte
Das Kreuz ist mit 2,4 Metern Höhe und 1,35 Metern Breite das größte erhaltene Sühnekreuz in Niederschlesien, wo es das schönste sein soll. Es wurde wahrscheinlich im 14. Jahrhundert errichtet und ist aus Granit gehauen. Auf der Vorderseite befindet sich eine Darstellung des Gekreuzigten Christus und unterhalb ein Betender, dessen Identität nicht ermittelt werden konnte. Es handelt sich um einen Konrad, der im Jahre 1356 verstarb. Dieser gehörte vermutlich der Ritterschaft des Herzogtums Oels an. Nach der Legende soll er von einem reichen Kaufmann getötet worden sein. 
Am Rand des Sühnekreuzes ist eine umlaufende, nicht mehr vollständig erhaltene Inschrift in gotischer Schrift eingraviert. Sie lautet: ICE IN ME ET MISER MEI † ANNO D[...] MCCCLVII IN DIE BEATE [...]IE • O[BIIT] • CONADUS [...]. 
Im Oktober 2009 wurde das Sühnekreuz zerstört; es sollte vermutlich entwendet werden, ging dabei jedoch zu Bruch. Nachdem die Bruchteile gesichert werden konnten, wurde es 2011 restauriert und wieder aufgestellt.
In Niederschlesien sind ungefähr 300 Steinkreuze erhalten, die vermutlich als Sühnekreuze errichtet wurden. Diese wurden nach einem Totschlag oder Mord aufgestellt. Die Vorübergehenden sollten ein Fürbittengebet für den Getöteten sprechen, da dieser nicht mehr die Sterbesakramente erhalten konnte.